# Chiesa di Santa Maria della Purità (Gallipoli)
La chiesa di Santa Maria della Purità è una chiesa del centro storico di Gallipoli situata di fronte alla spiaggia del seno della Purità. Fu edificata tra il 1662 e il 1665 per volere della confraternita dei Bastasi, ovvero degli scaricatori di porto. In quegli anni fu edificato l'Oratorio a unica navata successivamente modificato e ampliato.

## Architettura

### Prospetto
La facciata, delimitata lateralmente da due lesene e terminante con un cornicione in carparo leggermente aggettante sul quale poggia un frontone con due pinnacoli laterali, presenta due finestrelle poste in asse con i due portali d'accesso. Arricchiscono il prospetto tre pannelli in maiolica raffiguranti la Madonna della Purità, San Giuseppe e San Francesco d'Assisi.

### Interno
L'interno, ad unica navata rettangolare decorata con fastosi stucchi, ospita un marmoreo altare maggiore sul quale è collocata la tela di Luca Giordano raffigurante la Madonna della Purità tra San Giuseppe e San Francesco d'Assisi. La navata è completamente ricoperta da settecenteschi dipinti su tela attribuiti a Oronzo Letizia e per la maggior parte al murese Liborio Riccio. Del Riccio sono la Moltiplicazione dei Pani e dei Pesci sulla controfacciata e le quattro scene bibliche (Caino e Abele, Adamo ed Eva, Mosé, Davide e Golia) sulle pareti laterali. Sulla volta sono presenti tele raffiguranti scene tratte dall'Apocalisse. Interessanti sono gli stalli lignei a decorazione policroma del XVIII secolo e l'ottocentesco pavimento maiolicato.
Nella chiesa è conservata la statua della Madonna della Misericordia, della prima metà dell'800, popolarmente detta della Desolata, portata in processione la mattina del Sabato Santo con la statua del Cristo Morto. Altre statue sono quelle settecentesche della Madonna del Canneto e di Santa Maria della Purità, in legno, e di Santa Cristina (1866), in cartapesta.